# Fujie Keisuke

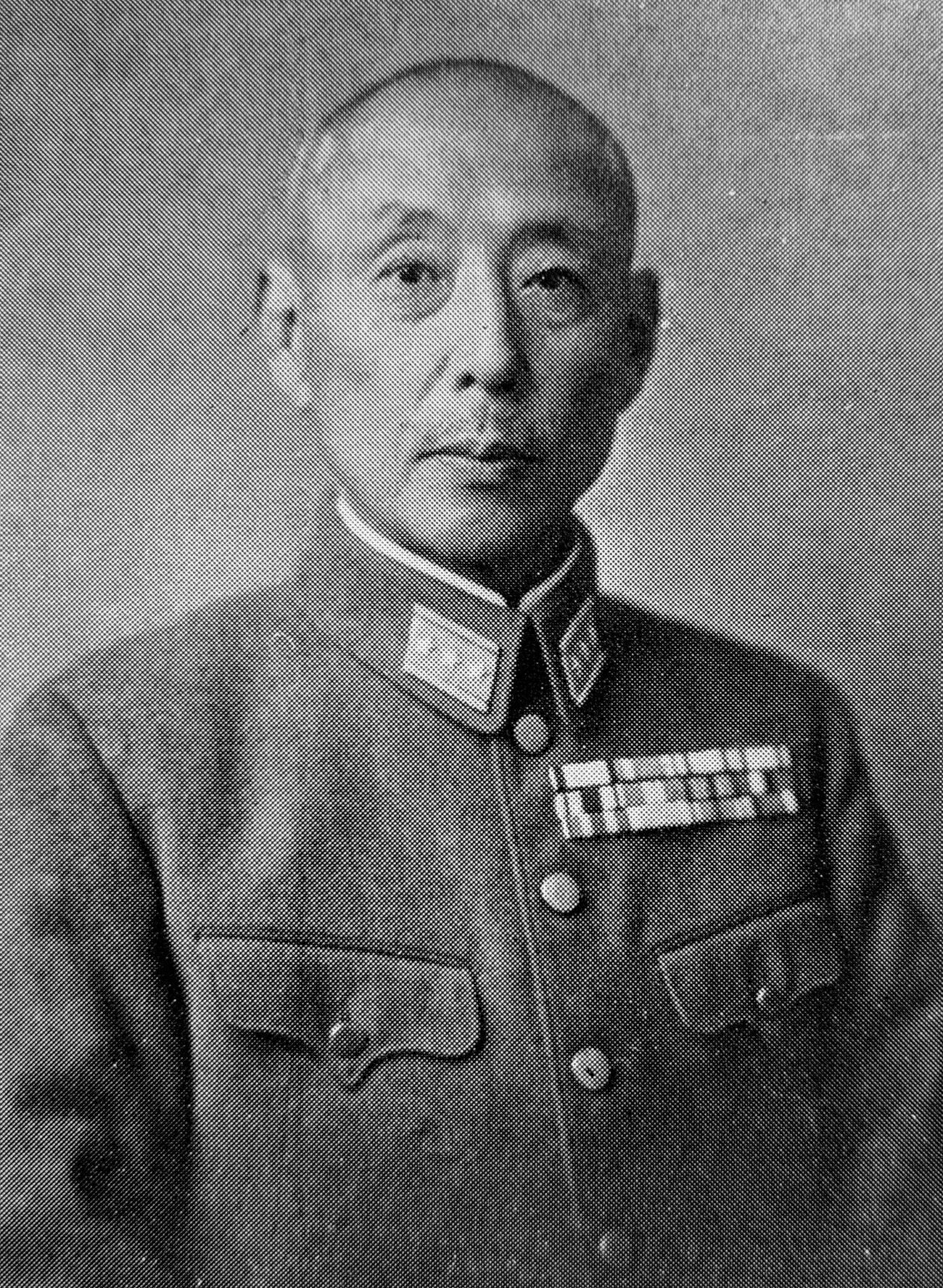
General Fujie Keisuke

Fujie Keisuke (japanisch 藤江恵輔; * 8. November 1885 in der Präfektur Hyōgo; † 27. Februar 1969) war ein General der Kaiserlich Japanischen Armee.

## Leben
Fujie wurde 1885 in der Präfektur Hyōgo geboren und schloss 1905 die Kaiserlich Japanische Heeresakademie in der Fachrichtung Artillerie ab. 1914 schloss er zusätzlich die Kaiserlich Japanische Heereshochschule ab.
Nach verschiedenen Verwendungen im Kaiserlichen Generalstab wurde Fujie für einige Zeit als Militärattaché nach Europa entsandt und diente unter anderem in den japanischen Botschaften in Paris, Bukarest und Sofia. Im Anschluss an seine Rückkehr nach Japan wurde er Lehrer an der Heeresstabshochschule und Befehlshaber des 5. Feldartillerie Regiments.
Später wurde Fujie dem Stab der 16. Division zugeteilt und war ein Teil der japanischen Delegation bei der Genfer Abrüstungskonferenz. Im August 1934 folgte seine Beförderung zum Generalmajor. Von 1936 bis 1937 war er Kommandeur der Kempeitai-Abteilung innerhalb der Kwantung-Armee. Im November 1937 wurde er zum Generalleutnant befördert.
Während des Zweiten Chinesisch-Japanischen Krieges übernahm er erst den Befehl über die 16. Division. Später wurde er jedoch nach Japan zurückgerufen und zum Kommandanten der Heeresstabshochschule ernannt. Im Februar 1943 wurde er zum Befehlshaber der Östlichen Distriktarmee berufen. Im März 1945, noch während er das Kommando über die 12. Regionalarmee innehatte, trat Fujie zurück und ging in den Ruhestand. Er wurde jedoch schon im Juni desselben Jahres wieder in den Dienst berufen um die 11. Regionalarmee in der Region Tōhoku zu befehligen. Dort hatte sie den Auftrag das japanische Mutterland gegen die erwartete alliierte Invasion zu verteidigen.